# Багульник подбел
Багу́льник подбел (лат. Ledum hypoleucum) — вид растений из рода Багульник (Ledum) семейства Вересковые (Ericaceae).

## Ботаническое описание
Кустарник от 0,5 до 1,2 м в высоту, ветви прямые. Побеги вначале густобелоопушенные, затем оголяющиеся. Листья продолговатые, от 3 до 8 см в длину, от 0,5 до 1,8 см в ширину, снизу короткобеловойлочные.
Коробочка — 5—8 мм в длину.
Цветёт в июне — июле. Плоды созревают в августе — сентябре.

## Распространение и экология
Распространён на Дальнем Востоке России в пределах Приморского и Хабаровского края, главным образом на восточных склонах средней и северной части горного хребта Сихотэ-Алинь.
Образует заросли в разреженных заболоченных и сухих лиственничниках.
Существует ряд переходных форм между багульником крупнолистным и багульником подбелом.

## Значение и применение
Хороший медонос и пыльценос. Нектаропродуктивность 100 цветков — 68,8—72,0 мг. 